# Tammany Hall NYC
Tammany Hall NYC, anche abbreviati in THNYC, sono un gruppo rock di New York. La loro musica è stata trasmessa in molti show televisivi come I Soprano, Into Character, Scrubs, It Takes a Thief e Sex and the City; inoltre è stata utilizzata come colonna sonora del film Into the Fire e in un documentario sui ristoranti di New York, chiamato Eat this New York.

## Storia
Il loro nome deriva dalla storica organizzazione politica newyorkese Tammany Hall. Il gruppo si è formato nel 1997 ed ha cominciato subito a suonare in alcuni locali di New York. Riscossero immediatamente un certo successo e, nel 1999, pubblicarono il loro primo album, chiamato Getawayland e prodotto dalla Glass Records. L'anno seguente pubblicarono Back into the Bottle, album acustico con una maggiore influenza folk rispetto al suo predecessore. A lanciare l'album fu la scelta di utilizzare "Always on Sunday" come colonna sonora della serie del 2002 di Sex and the City e "Wait for You" (un remix di "Wait for Jane") in una pubblicità della HBO. Inoltre "Cindy", "To the Woman" e "Someone" furono trasmessi nello show della NBC, Scrubs.
Buddy, il loro terzo album, fu lanciato nel febbraio 2003 e vide il gruppo ritornare al mix di punk e rock alternativo che caratterizzò il loro debutto. La canzone "To the Woman," da questo album, fu trasmessa su Scrubs il 17 gennaio 2006. "Cindy", una versione remasterizzata da Back In The Bottle, fu mandata in onda sempre su Scrubs nell'ottobre 2003. Più tardi, sempre nel 2003, fu pubblicata la colonna sonora di Eat This New York, che mostrava chiaramente tutte le influenze di Latino e Jazz della band.
Nel dicembre 2003 Tammany Hall NYC si esibirono dal vivo in onore di Howard Dean alla Roseland Ballroom di New York.
Nel luglio del 2005 la band ha pubblicato l'album Marathon. Il 16 maggio 2006 il gruppo ha pubblicato la colonna sonora di Into The Fire.
Il 24 maggio 2006 la versione del 2003 di "Cindy" è entrata nelle 100 migliori canzoni su iTunes, con il nuovo album contenente tutte le colonne sonore di Scrubs (volume 2).
In aggiunta al suo lavoro con i Tammany Hall NYC, il cantante Stephen O'Reilly ha prodotto anche alcuni singoli da solo ed ha partecipato a numerosi film.

## Stile
La band stessa definisce il suo stile in questo modo: "I Who senza la sordità. I Matchbox Twenty senza la cross over-cheddar. I Counting Crows senza il difetto delle band da Bar. I Wilco con la speranza. I Radiohead senza gli effetti aggiuntivi del computer. I Police senza gli anni 80. I Maroon 5 senza Stevie Wonder."

## Membri
L'attuale band è composta da:
- Stephen O'Reilly - Voce, chitarra e compositore.
- Matt Anthony - Chitarra principale.
- Joseph Quevedo - Batteria.

Rod Williams ha lavorato saltuariamente con la band come bassista.

## Discografia
- Getawayland (1º novembre 1999)
- Back in the Bottle (1º giugno 2000)
- Buddy (4 febbraio 2003)
- Marathon (6 luglio 2005)